# Anzygina billi
Anzygina billi är en insektsart som beskrevs av Fletcher och Marie-Claude Larivière 2009. Anzygina billi ingår i släktet Anzygina och familjen dvärgstritar. Inga underarter finns listade i Catalogue of Life.